# Municipio de Bailey (Dakota del Sur)
El municipio de Bailey (en inglés: Bailey Township) es un municipio ubicado en el condado de Lyman en el estado estadounidense de Dakota del Sur. En el año 2010 tenía una población de 14 habitantes y una densidad poblacional de 0,12 personas por km².

## Geografía
El municipio de Bailey se encuentra ubicado en las coordenadas 43°47′5″N 99°41′47″O / 43.78472, -99.69639. Según la Oficina del Censo de los Estados Unidos, el municipio tiene una superficie total de 112.51 km², de la cual 112,45 km² corresponden a tierra firme y (0,05 %) 0,05 km² es agua.

## Demografía
Según el censo de 2010, había 14 personas residiendo en el municipio de Bailey. La densidad de población era de 0,12 hab./km². De los 14 habitantes, el municipio de Bailey estaba compuesto por el 100 % blancos. Del total de la población el 0 % eran hispanos o latinos de cualquier raza.